# Neoeplingia leucophylloides
Neoeplingia leucophylloides là một loài thực vật có hoa trong họ Hoa môi. Loài này được Ramamoorthy, Hiriart & Medrano mô tả khoa học đầu tiên năm 1982.